# 災害地名

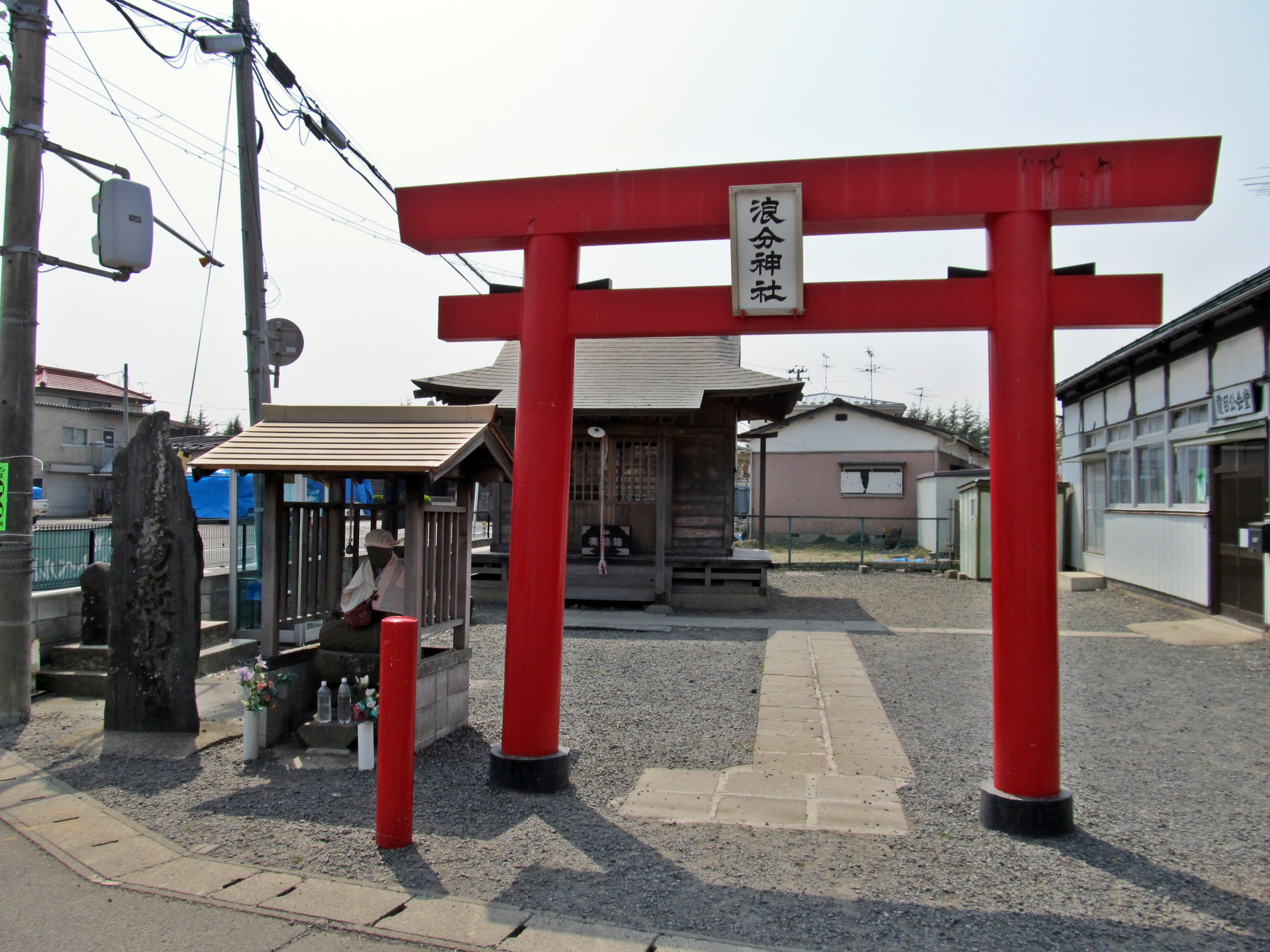
浪分神社(宮城県仙台市)。災害地名のひとつとして知られる。

災害地名（さいがいちめい）は、現地で起こった自然災害が由来とされる地名のことである。過去の災害の経験を後世に伝える史料のひとつとしてしばしば評価されるが、一方で、その取扱には繊細な注意が必要であるとする意見もある。

## 概要
災害地名の存在は古くから知られており、土木工学や地質学の分野においては1950年代以降、地名と災害リスクについての研究が蓄積されていた。また、東日本大震災以降、こうした研究分野に対する一般書籍も多数刊行され、こうした地名を防災教育に役立てようとする動きがみられた。
災害地名は地域の歴史を伝える伝承媒体のひとつとして貴重であるが、災害地名は記念碑や記録集のように、物理的な実体を持つものではないゆえに、先人の経験を正確に伝えているとは言い難い場合がある。
磯田 (2018)は明治三陸地震津波発生後の1896年に刊行された『岩手沿岸古地名考』の追跡調査を行い、岩手県大船渡市において津波で吊り鉢が流れ着いたことに由来するという「ツリバチナガレ」という地名が標高80mの峠に残存していること、宮城県宮古市田老町において「津波が標高110mの丘を越えた」とする伝承が残っていたことなどを確認した。こうした現実の出来事としは考えがたい災害地名・伝承について、磯田は「現実的な被災の記憶や史実にもとづく災害地名とその由来は忘れられやすく、生き残る災害地名は話として面白くするために尾ひれをつけたものではないか」と解釈している。磯田は、こうした地名を安易に当地の災害リスクと結びつけることに懸念を示す一方で、「史実性の審議を求めるのではなく、様々な可能性や解釈を検討することで、想定外の災害にも臨機応変に対応できる防災力が身につくのではなかろうか」と述べている。